# 藤山平右衛門
藤山 平右衛門（ふじやま へいえもん、生年不明 - 延宝3年3月12日（1676年4月24日））は、肥前国佐嘉郡（現：佐賀県佐賀市）出身の佐賀藩士。諱は貞忠（さだただ）、仮名は平右衛門。

## 来歴
肥前国佐嘉郡（現：佐賀県佐賀市）の佐賀藩士として生まれる。出生年月日は不明だが、佐賀藩藩士 鍋島弥平左衛門親族帳によれば、藤山平右衛門が初代当主であり、其先不相知候の記述がある。藤山氏の出自については諸説あり、判然としないが、伊万里の藤山家、豊後の藤山家など、九州地方を中心に複数の系譜がある。佐賀の藤山家は、佐賀藩制における手明鑓や足軽などの組頭、また長崎聞番などの西国警衛の役を担う中級士族であり、幕末期の弘化二巳年佐賀藩總着到（侍着到）に記載がある藤山姓の士族は、約100名余りにのぼる。

## 通字
主たる通字は「貞」（さだ）。その他「武」（たけ）、「尭」（ぎょう）などを、通字として用いていた。江戸時代後期以降は、通字を含む仮名のみを称していた。1872年（明治5年）5月7日の太政官布告「従来通称名乗両様相用来候輩自今一名タルヘキ事」により、諱と通称を併称することが公式に廃止されている。

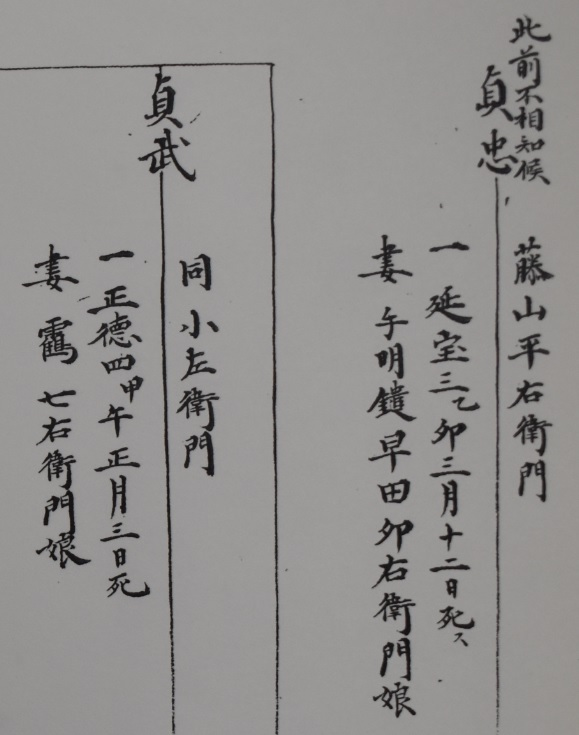
佐賀藤山家の当主とされる平右衛門の系附図

## 系譜
其先不相知 ― 藤山貞忠（平右衛門） ― 藤山貞豊（次郎左衛門） ― 藤山貞暁（次郎左衛門） ― 藤山武貞（尉右衛門） ― 藤山貞刻（嘉右衛門） ― 藤山貞幹（次郎左衛門） ― 藤山武尭（嘉右衛門）